# Ernst Liebenauer

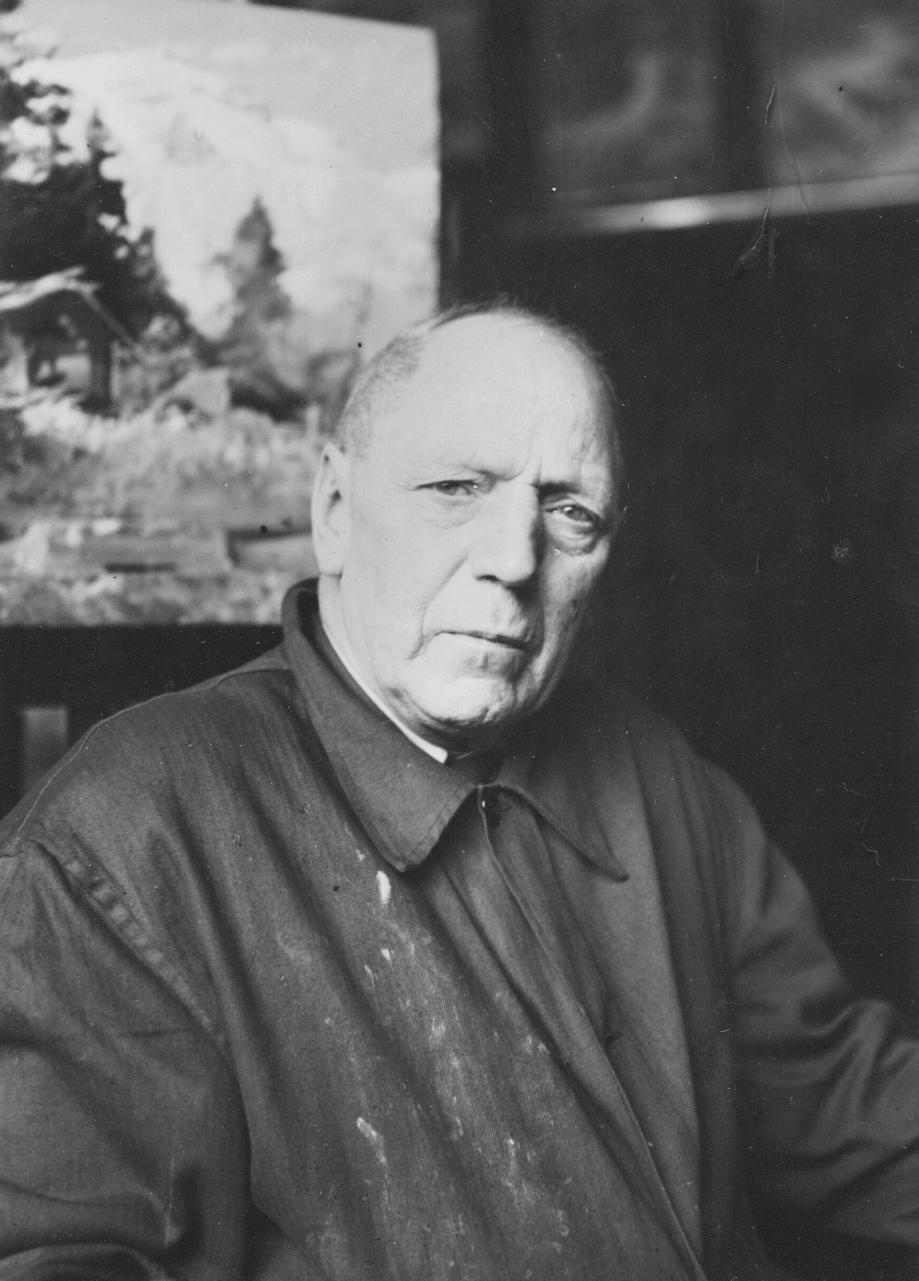
Ernst Liebenauer (um 1961)

Ernst Liebenauer (* 11. Juli 1884 in Wien; † 20. Mai 1970 ebenda) war ein österreichischer Maler.

## Leben und Wirken
Ernst Liebenauer studierte von 1902 bis 1906 bei Christian Griepenkerl an der Wiener Akademie der bildenden Künste und von 1906 bis 1908 an der Spezialschule für Historienmalerei bei Franz Rumpler. Liebenauer lebte als freischaffender Künstler in Wien, wobei ihm Reisen auf das Land, in die Alpen oder an das Meer als Inspirationsquellen dienten.

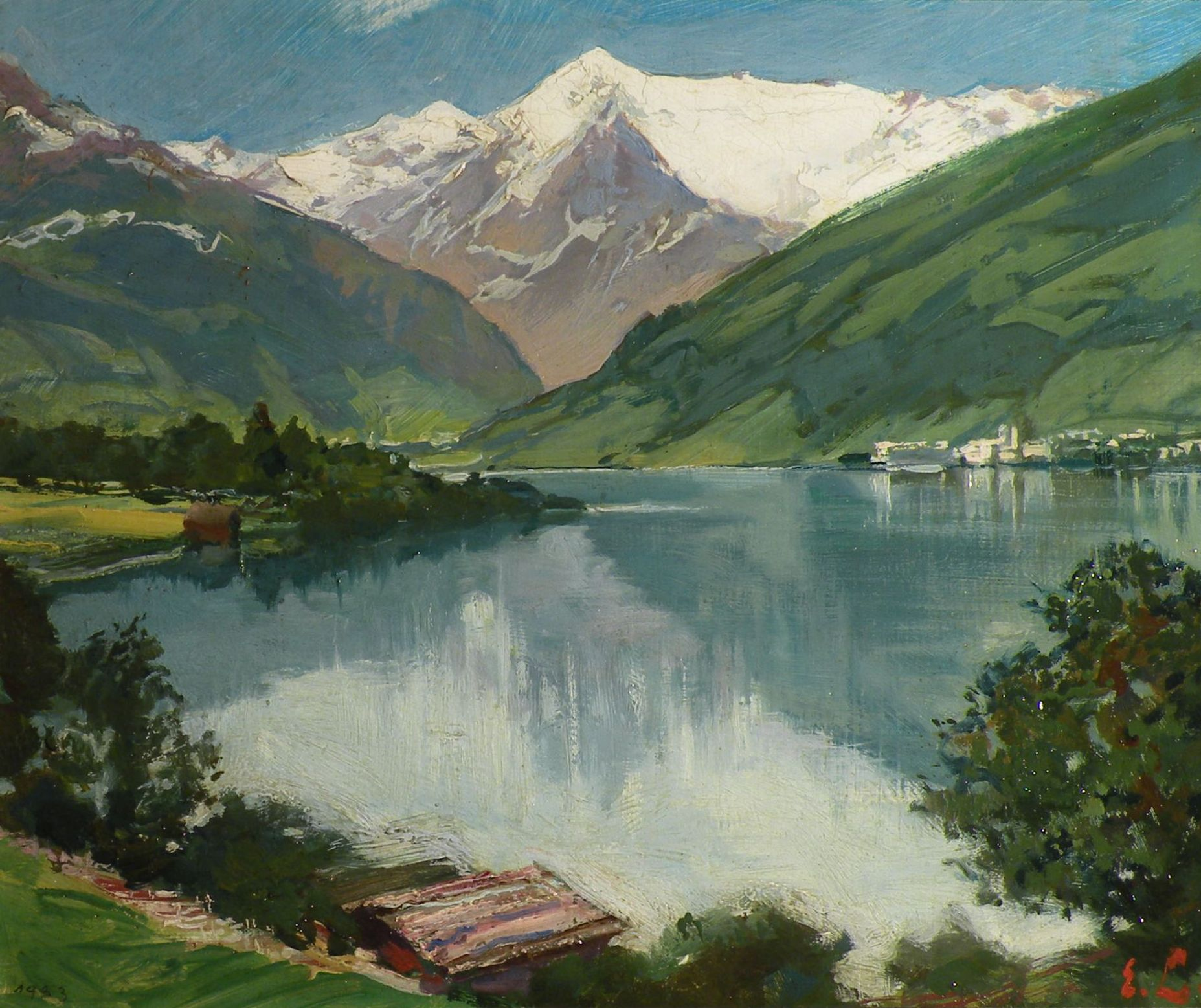
E. Liebenauer – Am Zeller See

## Rezeption
Liebenauer hat Ölgemälde, Gouachen, Aquarelle und Grafiken angefertigt. Seine bevorzugten Motive waren Landschaften, Blumen, Portraits und mythische Szenen. Aus der Zeit des Ersten Weltkriegs stammt weiters eine Reihe militärischer Sujets. Liebenauer war überdies ein gefragter Buchillustrator, insbesondere von Kinder- und Jugendbüchern, von Märchen und Sagen sowie von Abenteuerliteratur. So hat er unter anderem für den Verlag Gerlach & Wiedling gearbeitet, der für seine künstlerisch anspruchsvollen Illustrationen bekannt war und für den z. B. auch Gustav Klimt und Kolo Moser gezeichnet haben. Liebenauers Malweise ist naturalistisch. Seine Sagen- und Märchenbilder haben eine volkstümliche und poetische Ausdruckskraft. In den für Gerlach & Wiedling angefertigten Illustrationen sind Anklänge an den Jugendstil zu finden. Liebenauers Werke sind unterschiedlich signiert: mit „Liebenauer“, mit „E. Liebenauer“ oder auch mit „E.L“. In den meisten Fällen fügte er der Signatur keine Jahresangabe hinzu.

## Ausstellungsbeteiligungen

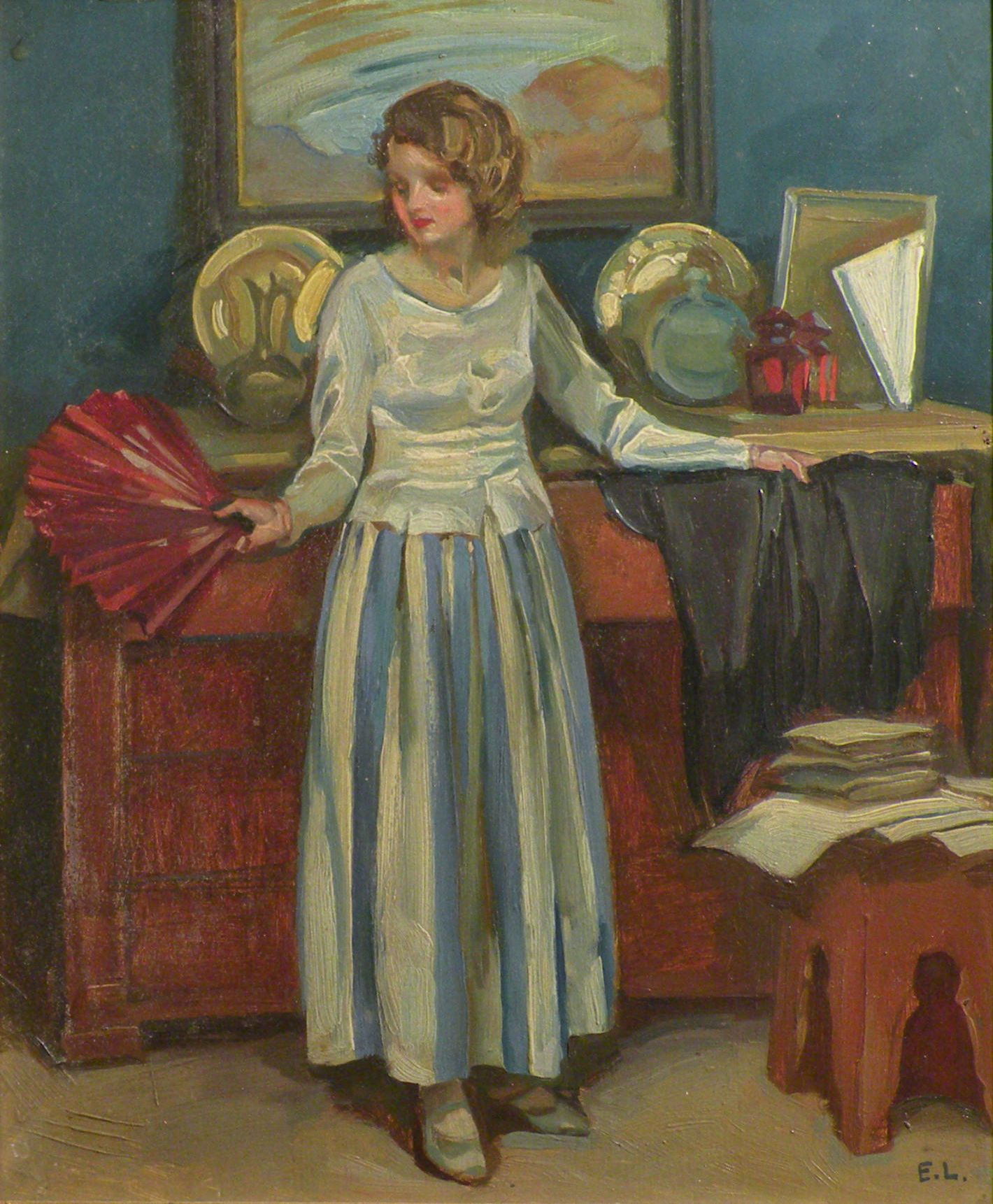
E. Liebenauer – Bild Fanny Floder

- 1915–1918 Ausstellungen im Rahmen des Kriegspressequartiers
- 1919 Wiener Secession
- 1924, 1925, 1926, 1932 Künstlerhaus Wien

## Werke (Auswahl)
Ölbilder
- Rübezahl
- Verliebter Spaziergang
- Alter Rabbi
- Mönch im Kreuzgang
- Landschaft mit Bildstock
- Bewegte See
- Schlucht im Gebirge
- Alt-Erdberg
- Alpenlandschaft
- Im Kreuzgang
- Mohn und Margeriten
- Bildnis Fanni Floder
- Fischerlatein
- Friedhof
- Auf See
- Knabenkopf
- Rabbiner
- Am Zeller See
- Adriatische Küstenlandschaft
- Im Dorf
- Geranien am Fenster
- Im Grünen
- Der müde Ritter am salzigen See

Gouachen
- Dornröschen
- Auf dem Bauernhof 1933

Bleistiftzeichnung
- Porträt Hilda Liebenauer

Buchillustrationen

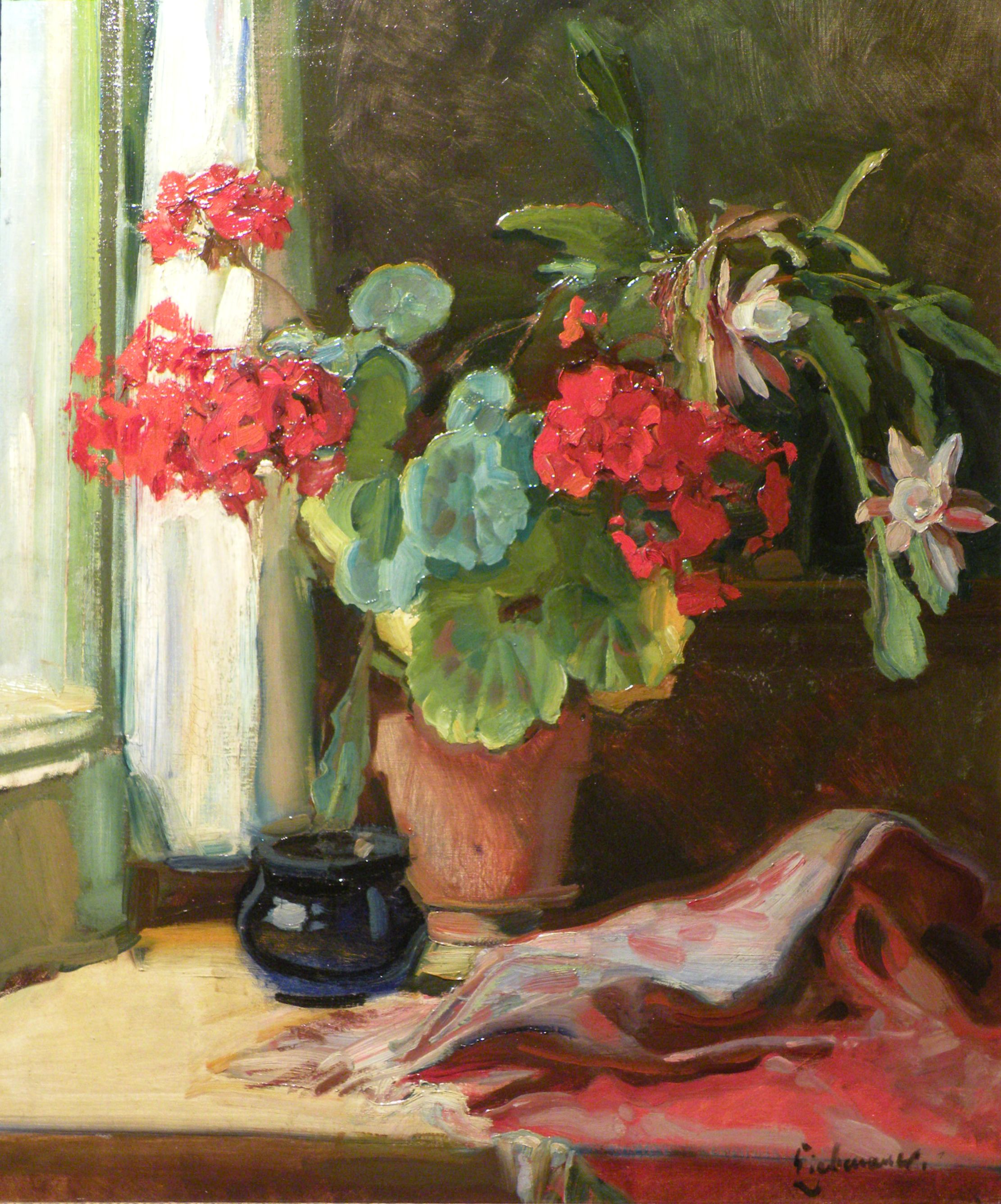
E. Liebenauer – Geranien am Fenster 49x59

- Grimm, Brüder: Deutsche Sagen. Gerlach & Wiedling, Wien 1912
- Dafoe, Daniel; Tesar, Ludwig (Übers.): Robinson Crusoe. Gerlach & Wiedling, Wien 1913
- Hauff, Wilhelm: Ausgewählte Märchen. Gerlach & Wiedling, Wien 1920.
- Hebel, Johann Peter: Erzählungen. Gerlach & Wiedling, Wien 1920
- Kiß, Edmund: In den Schluchten des Prisats. Union Deutsche Verlagsgesellschaft, Stuttgart ca. 1920
- Baß, J.: Deutsche Schwänke. Eine Auswahl lustiger Geschichten und Schwänke, Loewe, o. O. 1920
- Schwab, Gustav; Fraungruber, Hans (Hrsg.): Die Schildbürger. Jugend und Volk, Wien, [nach 1921], neu aufgelegt in unveränderter Gestaltung durch Parkland Verlag, Stuttgart ca. 1980
- Rebiczek, Franz; Scholz, A. I. (Hrsg.): Es steht ein Schloß in Österreich. Sammlung deutscher Volkslieder. Gerlach & Wiedling, Wien 1924
- Grimm, Brüder: Deutsche Sagen. Deutscher Verlag für Jugend und Volk, Wien 1925
- Lenz, Oskar: Karawanenzug durch Nordafrika. Deutscher Verlag für Jugend und Volk, Wien 1925
- Stifter, Adalbert: Bergkristall. "Volksschatz" Deutsche Jugendbücherei. Jugend und Volk, Wien 1925
- Lenz, Oskar; Stadler, Hans (Hrsg.): Karawanenzug durch Nordafrika. Wien, Jugend und Volk 1925
- Hugelmann, Elisabeth: George Stephenson. Österreichischer Bundesverlag, Wien 1925
- Fischer, Ernst; Was Wegwart erzählte. Österreichischer Bundesverlag, Wien 1925
- Hofmann, Emil: Florian Werner – Erzählungen aus Hainburgs Türkenzeit. Österreichischer Bundesverlag, Wien 1926
- Amundsen, Roald: Den Südpol erreicht. Österreichischer Bundesverlag, Wien 1929
- Andersen, Hans Christian: Die Nachtigall und andere Märchen. Verlag Franz Schneider, Berlin 1926
- Hauff, Wilhelm: Zwerg Nase. Franz Schneider Verlag, Berlin 1926
- Werner, Florian: Erzählungen aus der Türkenzeit, Wien, Österreichischer Bundesverlag 1926
- Liebenauer, Ernst: Ludwig liebt das Land. Jugend und Volk, Wien 1928
- Hoheisel, M.: Maridl. Eine heitere Geschichte. Gerlach & Wiedling, Wien 1929
- Friedrich, Franz Kraft: Frohes Kinderland. Lesestoff für die dritte Schulstufe der österr. Volksschulen. Hölder-Pichler-Tempsky, Wien, 1946
- Schmidt, Franz Werner: Rübezahl. Drei Legenden nach Musäus frei erzählt. Vier Tannen Verlag, Wittenberg 1947
- Carl, Ferdinand (Hrsg.): Ein ganzer Pack voll Kinderschnack. Loewes Verlag, Stuttgart 1938
- Till Eulenspiegels lustige Streiche. Loewes Verlag, Stuttgart o. J.
- Planck, Willy: Buch der Sagen und Schwänke. Loewes Jugendbücher, Stuttgart o. J.
- Helling, Victor: Im Banne des Urwaldes. Union Deutsche Verlagsgesellschaft, Stuttgart o. J.